# تابوت عهد

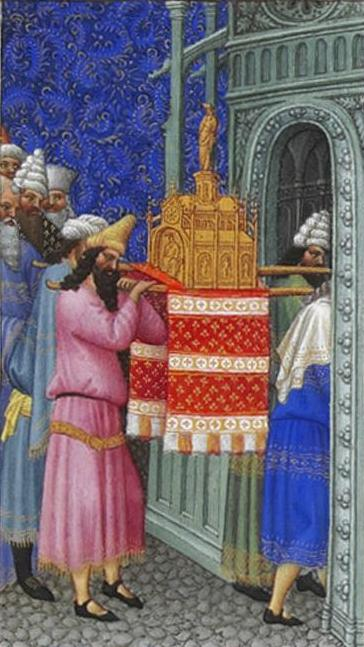
حمل صندوق عهد به درون پرستش‌گاه اورشلیم، یک نقاشی متعلق به سده پانزدهم میلادی.

صندوق عهد یا تابوت عهد (به عبری: אָרוֹן הָבְּרִית)، صندوقی است که در عهد عتیق (تورات) در کتاب خروج توضیح داده شده‌است و حاوی دو لوح سنگی بود که «ده فرمان خدا به موسی» بر روی آن نوشته شده بود. به نوشته کتاب مقدس ، «صندوق عهد» که نسخه اصلی «ده فرمان» را درون خود دارد، در معبد بیت‌المقدس قرار دارد.
بر اساس توضیحات دیگر در کتاب خروج ، کتاب اعداد و کتاب «نامه به عِبریان»، تابوت علاوه بر «ده فرمان» دارای عصای هارون، یک شیشه من (غذایی که خدا برای عبریان فرستاد = گزاَنگبین) و نسخه اصلی تورات (که توسط موسی نوشته شده‌است) بود؛ ولیکن اولین «کتاب پادشاهان» می‌گوید که در زمان سلیمان «تابوت عهد» فقط دارای «ده فرمان‌» (شامل دو لوح سنگی) بود. بر اساس «کتاب خروج» ، تابوت به دستور و راهنمایی خدا و توسط موسی ساخته شد. این دستورها را موسی در طور سینا دریافت کرد. بر اساس «عهد عتیق» خدا از بین دو «چروبیم» که بر روی تابوت نصب شده بود با موسی صحبت می‌کرد.
بر اساس نوشتهٔ «عهد عتیق» (تورات)، یکسال بعد از اینکه عِبریان از مصر خارج شدند، «تابوت عهد» توسط موسی و بر اساس دستور خدا ساخته شد. از این زمان به بعد (و پس از روکش شدن آن با طلا) این صندوق، همواره توسط لاویان (فرزندان لاوی بن یعقوب = قومی که برای «روحانی بودن» در نظر گرفته شده بودند) حمل می‌شد. این صندوق در جنگهای اسراییل همراه آنها بود. وقتی تابوت عهد توسط «لاویان» به «رود اردن» نزدیک شد، آبها همانگونه که برای موسی باز شده بودند، باز شدند و اجازه عبور ارتش اسراییل را دادند. دیوارهای «اریحا» بعد از اینکه تابوت عهد در کنار آن گردانده و شیپور دمیده شد، فروریخت. در هنگام حمل، «تابوت عهد» همیشه به وسیله پوشش و حجابی از «پوست حیوان و پارچه آبی» مخفی می‌شد تا هیچ‌کس به آن نگاه نکند. در «متون و مراجع تاریخی» اشاره‌ای به «تابوت عهد» نشده‌است و اطلاعات پیرامون آن، صرفاً از کتاب های دینی و مذهبی اقتباس گردیده اند.
بعضی مسیحیان (مانند مسیحیان کاتولیک و مسیحیان اُرتُدوکس) اعتقاد دارند که مریم مادر عیسی مانند «تابوت عهد» بود، زیرا او «عیسی» را در خود حمل کرد.

## در «عهد قدیم» (تورات)
به نوشته کتاب مقدس (تورات)، صندوق عهد یا «تابوت عهد» که نسخه اصلی «ده فرمان» را درون خود دارد، در معبد بیت‌المقدس قرار داشته‌است.

### ساخت تابوت
بر اساس کتاب «خروج» ، یَهُوَه (خداوند) در طور سینا (و در مدت زمان ۴۰روزی که موسی در آنجا بود) به موسی دستور داد که «تابوت عهد» و «میشکان» را بسازد. موسی به بزالل و اوهولیاب دستور داد تا تابوت را بسازند.

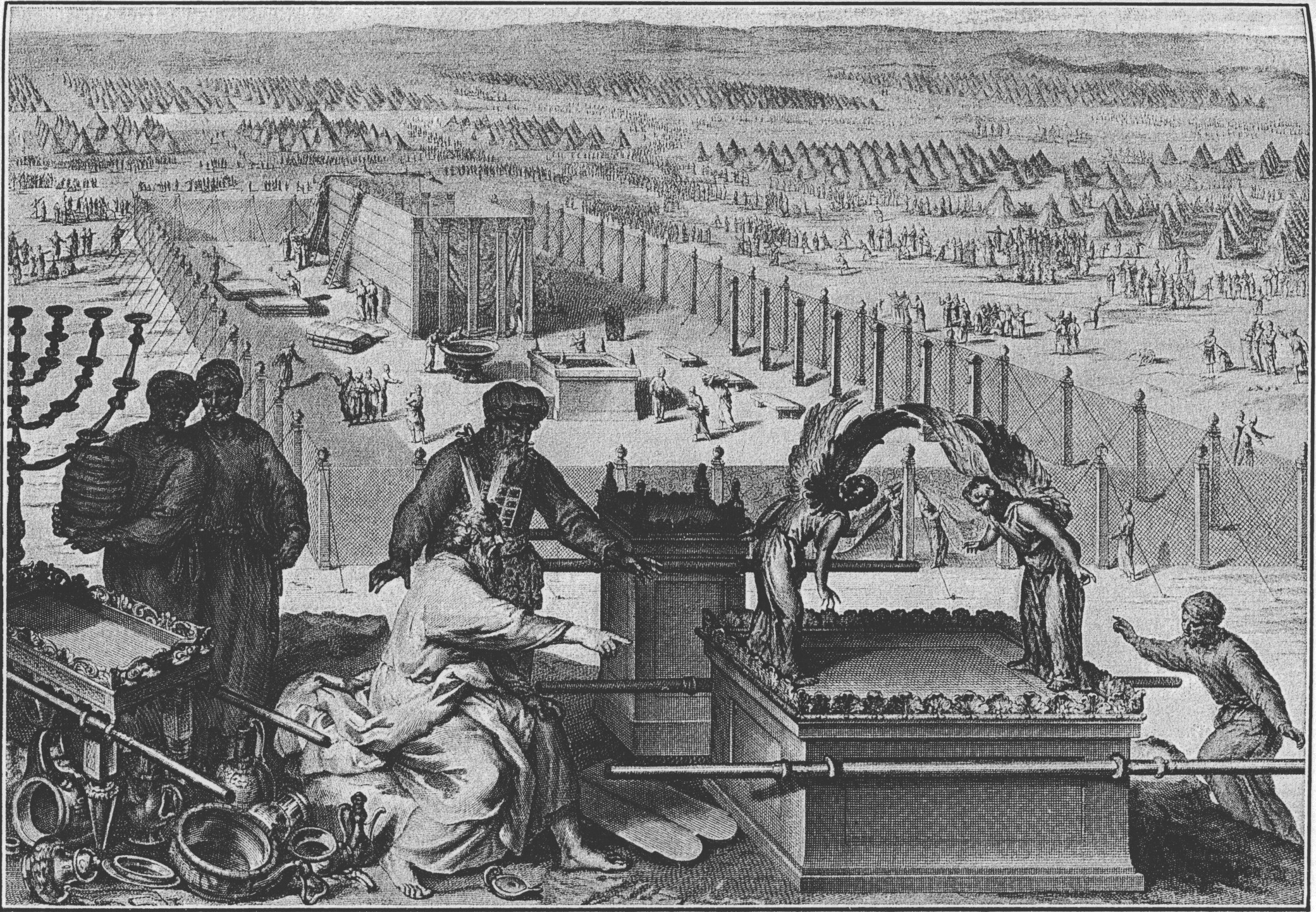
نمایش تابوت عهد و میشکان در نسخه کتاب خروج در سال ۱۷۲۸

در کتاب «خروج» مشخصات دقیق «تابوت عهد» ذکر شده‌است. بر اساس دستور خدا، طول آن باید ۲٫۵ کیوبیت، عرضش ۱٫۵ کیوبیت و ارتفاع ۱٫۵ کیوبیت (تقریباً ۱۳۱ - ۷۹ – ۷۹ سانتیمتر) داشته باشد. سپس تابوت باید با طلا روکش می‌شد و یک لایه تاج طلا نیز، بر دور آن کشیده می‌شد. چهار حلقهٔ طلا به پایهٔ تابوت (در دو طرف) وصل می‌شد و به وسیله این حلقه‌ها، شیتیم (چوب مخصوص حمل تابوت) به آن متصل می‌شد. یک روکش  طلا (که با شکل «فرشته‌های چروبیم» تزئین شده بود) بر روی آن قرار می‌گرفت. در نهایت یک پروشت (حجاب) بر روی آن قرار می‌گرفت.(خروج ۲۵)

### حمل تابوت
بعد از اینکه تابوت توسط موسی ساخته شد در ۴۰ سالی که اسراییلیان در بیابان سرگردان بودند به وسیله آنان حمل می‌شد. وقتی اسراییلها در محلی مستقر می‌شدند تابوت در محل خاصی به نام میشکان قرار می‌گرفت. وقتی اسراییلها به فرماندهی یوشع بن نون به رود اردن رسیدند تابوت در جلوی آنها بود و توسط لاویان حمل می‌شد. وقتی لاویان به همراه تابوت به رود رسیدند آبها همانگونه که برای موسی خشک شده بود خشک شد. در نبرد اریحا تابوت در جلوی ارتش اسراییل حرکت می‌کرد. در روز هفتم تابوت هفت بار به دور شهر گردانده شد و هفت بار شیپور نواخته شد و سپس دیوارهای اریحه فروریخت. بعد از شکست در جنگ آی، یوشع بن نون در برابر تابوت به عزاداری پرداخت. وقتی یوشع بن نون قانون را در بین کوه گریزیم و ابال می‌خواند آنها در دو طرف تابوت ایستاده بودند. تابوت به وسیله یوشع در شیلوه قرار گرفت؛ ولی وقتی اسراییلیان به جنگ بنیامین در گیباه رفتند تابوت به همراه آنان بود.

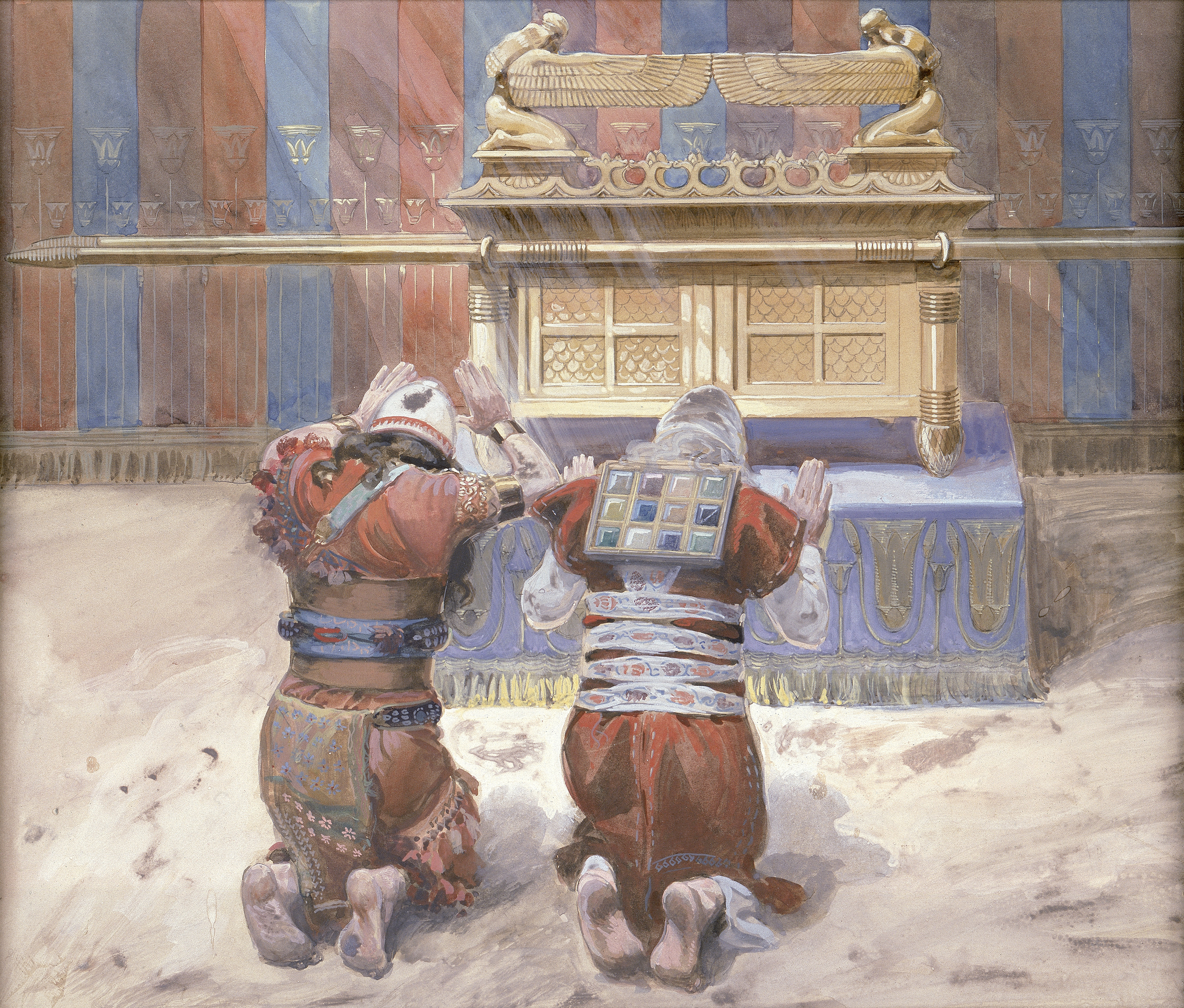
موسی و یوشع در برابر تابوت پرستش می‌کنند، نقاشی توسط جک جوزف تیسوت

### تابوت به دست فلسطینیها می‌افتد
در قسمتهای بعدی تابوت عهد در شیلوه در زمان ساموئل در درون میشکان قرار گرفته‌است. بعد از اینکه اسراییلها در کنعان سکونت گزیدند تابوت در درون میشکان باقی ماند. در زمان الی تابوت عهد از میشکان خارج شد و به همراه ارتش اسراییل در جنگ حاضر بود. در این زمان تابوت به دست فلسطینیان افتاد که بعد از هفت ماه نگهداری آن را به اسراییل پس فرستادند. بعد از اولین شکست در ابن ازر تابوت عهد از شیلوه به میدان جنگ آورده شد که مورد استقبال زیادی قرار گرفت؛ ولیکن اسراییلیان بار دیگر شکست خوردند و تابوت به دست فلسطینیان افتاد. خبر از دست رفتن تابوت توسط یک خبررسان که خاک بر سر داشت و پیراهن خود را پاره کرده بود به شیلوه برده شد. وقتی الی این خبر را شنید از غصه مرد و عروس او که در این زمان باردار بود نام پسر خود را ایچابود (به معنی خوشبختی از اسراییل دور شده‌است) نام داد. فلسطینیان تابوت را در چندین محل در کشور خود مستقر کردند و در هر محل بلای شدیدی به آنان نازل شد. در اشداد تابوت در معبد داگون قرار گرفت. در صبح روز بعد مجسمه داگون در حالی که در برابر تابوت سجده کرده بود پیدا شد و بعد از اینکه به جای خود بازگردانده شد دوباره در روز بعد در همین وضعیت یافت شد. مردم اشداد توسط بلای بیماری هموروید عذاب شدند و بلای موش به آنان نازل شد. باران جوشان به مردم گت و اکران نازل شد تا زمانی که تابوت از آنجا خارج شد.
بعد از هفت ماه به مشورت جادوگران خود تابوت را دوباره به اسراییل بازگرداندند. تابوت در بت شمیت قرار گرفت. مردان بت شمش از روی کنجکاوی به تابوت نگاه کردند و هفتاد نفر از آنان توسط خداوند کشته شدند. تابوت به فرزندان آبیناداب سپرده شد. در زمان طالوت تابوت در زمان جنگ با فلسطین در دست او بود؛ ولیکن بر اساس عهد عتیق مردم در زمان طالوت با تابوت مشورت نمی‌کردند.

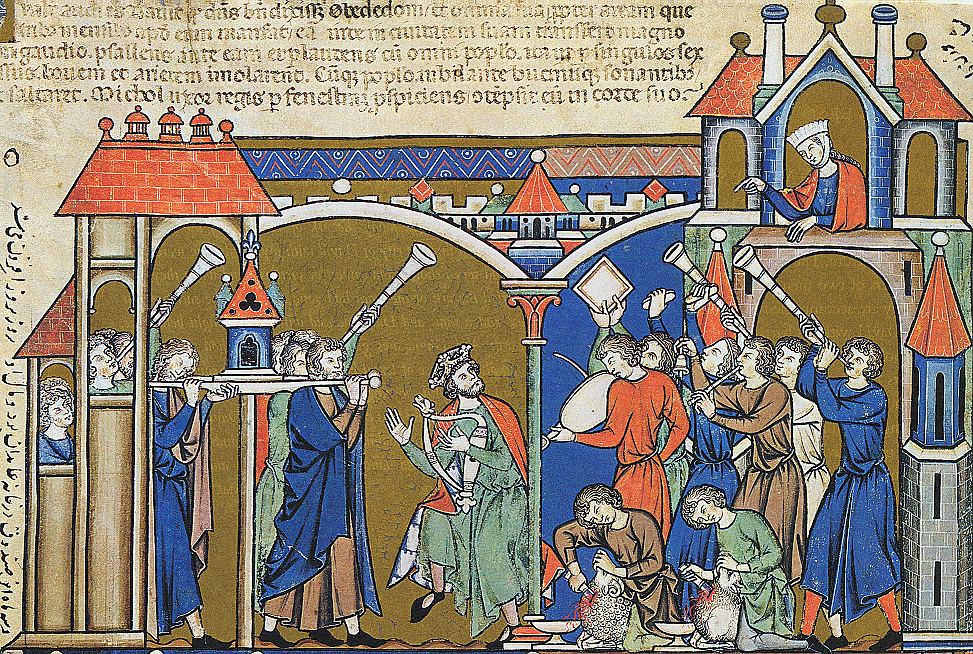
نقاش از عهد عتیق مورگان در قرن سیزدهم، داوود تابوت را به اورشلیم بازمی‌گرداند.

### در زمان داوود
در زمان سلطنت داوود او دستور داد که تابوت از کیجات جریم خارج شود. در راه به اورشلیم اوزاه که در ارابه حمل تابوت بود دست خود را برای دست زدن به تابوت دراز کرد و آنا توسط خدا کشته شد. داوود از ترس خود دستور داد که تابوت به جای اورشلیم به خانه اوبد ادوم در گیتیت برده شود. بعد از اینکه داوود فهمید که خانه ابود ادوم به دلیل حضور تابوت برکت یافته‌است دستور داد تا تابوت به اورشلیم برده شود. در این زمان داوود که افود را پوشیده بود تقریبا برهنه شد و در برابر تابوت و قدرت خداوند رقصید. این حرکت که در برابر مردم انجام شد باعث شد همسر اول او میشال که دختر طالوت بود او را سرزنش کند. در اورشلیم داوود دستور داد که تابوت در میشکان قرار گیرد. لاویان به عنوان مسئول تابوت قرار گرفتند. داوود تصمیم داشت محلی دائمی برای تابوت بسازد که خدا به او دستور داد صبر کند. تابوت در زمان جنگ با رباه به همراه ارتش اسراییل بود. وقتی که داوود به دلیل توطئه از اورشلیم فرار کرد تابوت به همراه او بود تا زمانی که به زدیک کاهن دستور داد آن را دوباره به اورشلیم بازگرداند.

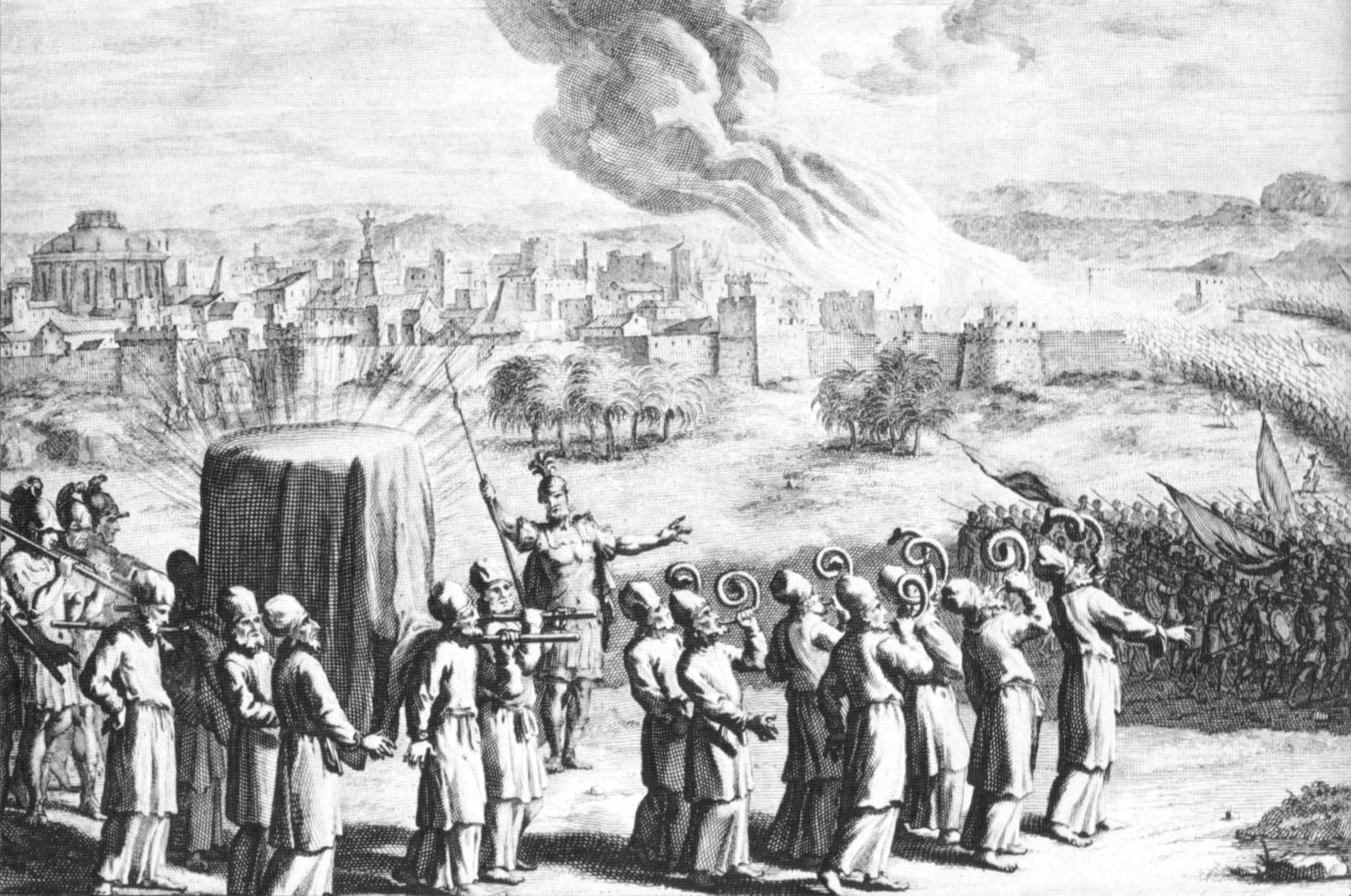
حمل کردن تابوت عهد توسط لاویان در زمان جنگ اریحه، نقاشی قرن هجدهم.

### در معبد سلیمان
وقتی به دستور سلیمان ابیاتر از کاهن بودن به دلیل توطئه بر ضد داوود اخراج شد زندگی او به دلیل اینکه تابوت را حمل کرده بود مورد بخشش سلیمان قرار گرفت. سلیمان در برابر تابوت عهد به پرستش خداوند می‌پرداخت و در رؤیا خدا به او وعده حکمت بسیار داد. در زمان ساخت معبد سلیمان اتاق خاصی به نام قدس الاقداس تهیه شد که محل قرار گرفتن تابوت باشد. وقتی بنای معبد تکمیل شد تابوت به همراه ده فرمان در این اتاق قرار گرفت. وقتی کاهنان تابوت را در محل آن قرار دادند و از معبد خارج شدند ابری معبد را فراگرفت زیرا ابهت خداوند آن معبد را پر کرده بود. وقتی سلیمان با دختر فرعون ازدواج کرد او را در خانه‌ای بیرون از اورشلیم قرار داد تا معبد آلوده نشود.

### حمله بابلیان و بعد از آن
در سال ۵۹۷ قبل از میلاد بابلیان معبد اورشلیم را نابود کردند. در کتاب عزرا ذکر شده‌است که بابلیان تابوت را به همراه خود بردند. در نوشته‌های ربیها در مورد سرنوشت تابوت اختلاف نظر وجود دارد. بعضی اعتقاد دارند که به بابل برده شد، و بعضی دیگر اعتقاد دارند که تابوت مخفی شده بود.

### در «عهد جدید» (انجیل)
در «عهد جدید» (اِنجیل) چندین بار به «تابوت عهد» اشاره شده‌است. در کتاب نامه به عِبریان و در کتاب مکاشفات  ِ یوحنا به «تابوت عهد» اشاره شده‌است. در این کتاب آمده‌است که «تابوت عهد» حاوی: ((ظرف طلایی حاوی «من» (گزاَنگبین) ، «عصای هارون» و «لوح های ده فرمان»)) بود. در مکاشفه ۱۱:۱۹، یوحنا می‌بیند که دروازهٔ بهشت باز است و تابوت در «معبد خدا در بهشت»، قرار دارد. بعضی مسیحیان خصوصاً کاتولیک ها اعتقاد دارند که «تابوت عهد» معادل «مریم» (مادر عیسی) است زیرا او عیسی را در خود حمل کرد.

### در «قرآن»
در سوره بقره - آیه ۲۴۸ اشاره شده‌است که: در زمان طالوت، خدا دوباره «تابوت عهد» را به اسراییل بازگرداند که سکینه (شکینا) در آن وجود داشت و باقیماندهٔ «خاندان موسی و هارون» در آن بود و فرشتگان آن را حمل می‌کردند.
«تابوت عهد» در اسلام دارای اهمیت زیادی است. شیعیان معتقدند در «آخرالزمان»، «مهدی موعود» آن را پیدا کرده و نسخهٔ اصلی تورات را عرضه خواهد کرد؛ و هیچ‌کس از جای آن اطلاعی ندارد تا آنکه «مهدی موعود» ظهور کند و آن را به حرکت درآورد که نشانهٔ امامت اوست.